# Quartett Bestial
Quartett Bestial ist ein französisches Filmdrama aus dem Jahr 1975. Michel Piccoli bekleidet darin die Hauptrolle. Der Arbeit von Regisseur Jacques Rouffio und Drehbuchautor Georges Conchon liegt eine wahre Begebenheit zugrunde, die sich in Reims zugetragen hat.

## Handlung
Der Herzchirurg Pierre Losseray führt in einer französischen Kleinstadt mit seiner Frau ein unbeschwertes, beschauliches Leben.

Als eine seiner Patientinnen die Narkose nicht überlebt, steht seine Ehre auf dem Spiel. Der ortsansässige Vertreter der Ärztekammer Brézé drängt Pierre seinen Gesundheitszustand überprüfen zu lassen – schließlich hatte Pierre vor nicht allzu langer Zeit einen Herzinfarkt. Das daraufhin angefertigte EKG zeigt leichte Auffälligkeiten, die bereits ein Sicherheitsrisiko für Pierres OP-Patienten darstellen.
Bei einem gemeinsamen Abendessen mit Ärztekollegen erfährt Pierre vom tragischen Tod seines Berufskollegen Dr. Berg. Der exzentrische, aber durchaus erfolgreiche Chirurg tötete seine Familie und anschließend sich selbst, nachdem er öffentlich bloßgestellt wurde. Die eingeblendeten Rückschauen lassen erkennen, dass die Familie Brézé, deren Mitglieder größtenteils Chirurgen in der Stadt sind, die Offenlegung des Skandals – Berg betrog angeblich beim Kartenspiel – herbeigeführt hatte. Somit ist davon auszugehen, dass der Brézé-Clan auf ganz ähnliche Weise, d. h. mit strategischer Vorgehensweise, auch Pierre als konkurrierenden Chirurgen ausschalten will. Tatsächlich erschießt Pierre am Ende seine Frau und sich selbst, wie bereits 10 Jahre zuvor Dr. Berg. Eine Degradierung zum praktischen Arzt hätte Pierre nicht ertragen.

## Drehorte

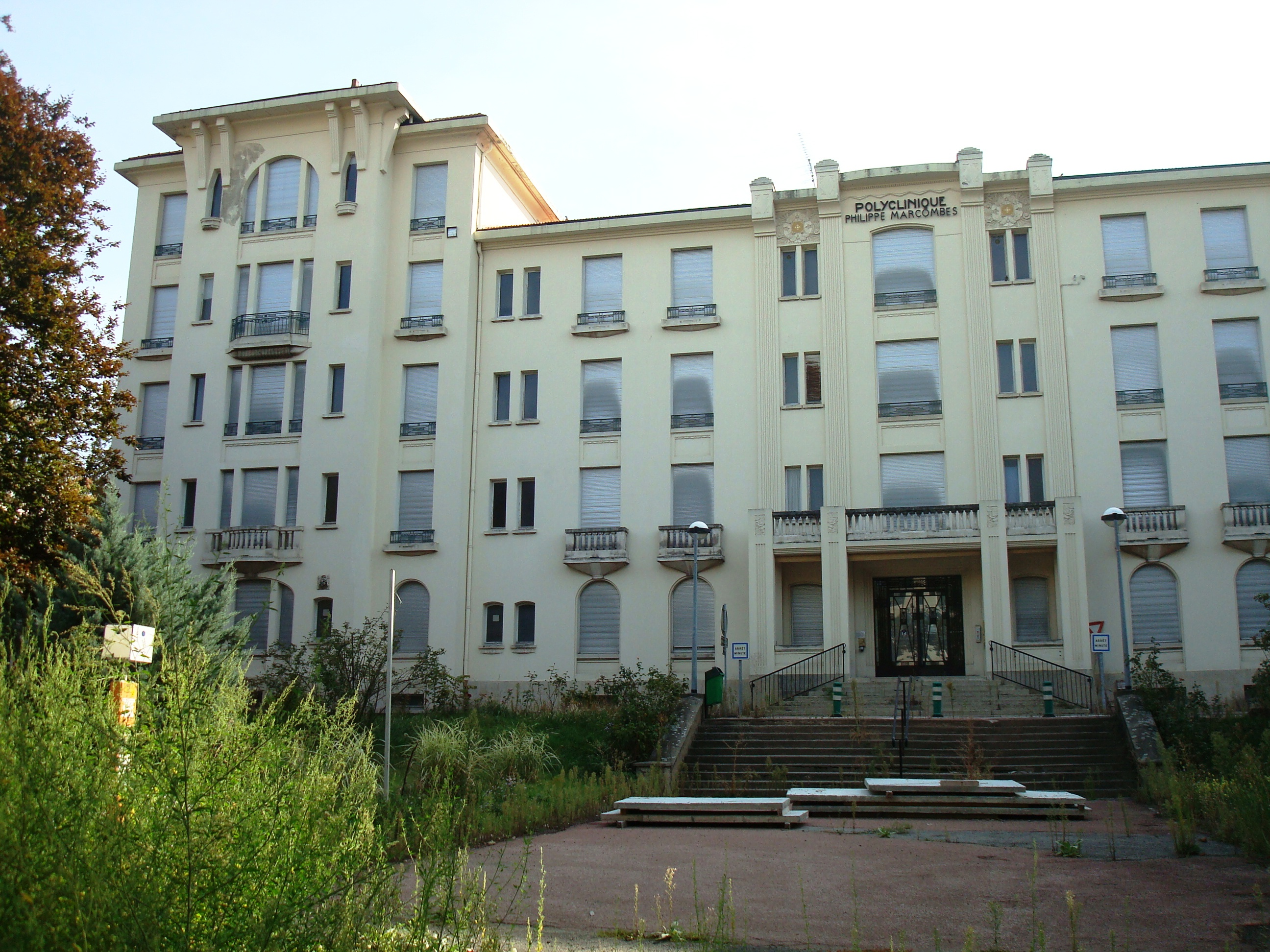
„Polyclinique Philippe Marcombes“ in Clermont-Ferrand

Gedreht wurde in Madrid und in Clermont-Ferrand. Für die Außenansicht der Klinik wählte man die „Polyclinique Philippe Marcombes“ im Art-déco-Stil, ein heute stillgelegtes Gebäude auf dem Klinikgelände der Stadt. Noch viele andere denkmalgeschützte Sehenswürdigkeiten zieren die Schauplätze der Handlung.

## Kritik
Der Filmdienst bezeichnet den Arztfilm als „kompliziert gebautes Psychodrama“ und bemängelt, Quartett Bestial sei „zu sehr an Schockeffekten interessiert“.

## Auszeichnungen
Geneviève Winding gewann 1976 einen César für den besten Schnitt.